# Лунар Орбитър 4
Лунар Орбитър 4 (на английски: Lunar Orbiter 4) е непилотиран космически апарат, част от програмата Лунар Орбитър и изстрелян на 4 май 1967 г. В конструкцията на Лунар Орбитър 4 е бил взет под внимание факта, че предишните три мисии на Лунар Орбитър вече били изпълнени основните цели на програмата по картографирането на лунната повърхност и избора на място за кацане на Аполо. Новата по-обща задача била, да се „извърши цялостно систематично фотографско наблюдение на чертите на лунната повърхност с цел да се увеличи научното познание за нейната природа, произход и процеси и да служи като основа за избирането на места за по детайлни научни изследвания от последващи орбитални и приземяващи мисии“. Също е оборудван да събира данни за интензивността на радиацията и микрометеоритните удари.